# Indothele silentvalley
Espèce
Indothele silentvalley est une espèce d'araignées mygalomorphes de la famille des Ischnothelidae.

## Distribution
Cette espèce est endémique du Kerala en Inde,. Elle se rencontre vers Palakkad.

## Description
Le mâle holotype mesure 5,78 mm et la femelle paratype 6,78 mm.

## Systématique et taxinomie
Cette espèce a été décrite par Tripathi, Kadam et Sherwood en 2025.

## Étymologie
Son nom d'espèce lui a été donné en référence au lieu de sa découverte, le parc national de Silent Valley.

## Publication originale
- Tripathi, Kadam, Sherwood & Sudhikumar, 2025 : « Revision of Indian Ischnothelidae (Arachnida: Araneae) and descriptions of two new species of Indothele Coyle, 1995. » European Journal of Taxonomy, vol. 981, p. 189-212 (texte intégral).